# Кротевич Євген Максимович
Євген Максимович Кротевич (23 січня 1884, Журавка — 29 травня 1968, Київ) — український письменник та драматург. Викладач української літератури у технікумах та вишах. 

## Життєпис
Народився 23 січня 1884 року в селі Журавці (тепер Городищенського району Черкаської області) в сім'ї вчителя. В 1911 році закінчив юридичний факультет Київського університету. У пресі вперше виступив 1906 року, коли працював учителем у волосному містечку Шендерівці. У 1922—29 роках був завідувачем літературної частини в київських театрах ім. Марії Заньковецької та ім. Івана Франка, викладав українську літературу в технікумах та вузах, працював у пресі. Писав оповідання, новели, п’єси, романи. 

Могила Євгена Кротевича

Помер 29 травня 1968 року, похований на Новобайковому цвинтарі в спільній огорожі з дружиною артисткою Клеопатрою Миколаївною Кротевич (ділянка № 1).

## Творчість
Розочав літературну кар'єру в 1909 році оповіданням у журналі «Світова зірниця». Ранні твори: лібрето опери К. Стеценка «Полонянка»; оповідання, п'єса «Сентиментальний чорт» (1923).
Автор п'єс на теми війни більшовиків з Україною, реконструкції народного господарства, революційного руху за кордоном:
- «Син сови» (1924),
- «Секретар прем'єр-міністра» (1924),
- «Вовченя» (1928),
- «Сад цвіте»,
- «Будинок Карла Маркса» та інших;

Написав романи «Звільнення жінки» (Х.; К., 1930), «Сини землі» (1948; 1951), «Понад Славутичем-Дніпром» (1955; 1963), збірку «Новели» (1957; усі – Київ).
Автор спогадів про Миколу Лисенка, Михайла Старицького, Кирила Стеценка, Лесю Українку, Марію Заньковецьку, Івана Нечуя-Левицького (збірка «Київські зустрічі», 1963).

## Нагороди
- Почесна грамота Президії Верховної Ради Української РСР  (30.01.1964)